# 莫蒂默·米什金
莫蒂默·米什金（英語：Mortimer Mishkin，1926年12月13日—2021年10月2日），是美国的神经心理学家。2009年他获得了美国国家科学奖章。

## 生平
米什金1926年出生于马萨诸塞州菲奇堡。1946年毕业于达特茅斯学院，1951年在麦吉尔大学获得博士学位。
2010年，米什金因其50年来在认知和记忆机制、探索大脑的两个独立记忆过程——对新事物的认知记忆和对技能及兴趣的行为记忆的贡献，获得了美国国家科学奖章。
米什金曾担任美国国家心理健康研究所（National Institute of Mental Health）神经心理学实验室认知神经科学主任。
2021年10月逝世，享年94岁。

## 荣誉
- APA心理学杰出科学贡献奖（英语：APA Award for Distinguished Scientific Contributions to Psychology），1985
- 威廉·詹姆斯院士奖（英语：William James Fellow Award），1989
- Ariëns Kappers奖章（英语：Ariëns Kappers Medal），1989
- 卡尔·斯宾塞·拉什利奖（英语：Karl Spencer Lashley Award），1996
- 大都会人寿基金会阿尔茨海默病医学研究奖（英语：Metlife Foundation Award for Medical Research in Alzheimer's Disease），1999[5]
- 美国国家科学奖章，2010
- 路易斯維爾大學格罗迈尔奖（英语：Grawemeyer Award），2012
- NAS神经科学奖（英语：NAS Award in the Neurosciences），2016 [6]